# Szilta
Szilta (arab. ‏شلتة‎) – nieistniejąca już arabska wieś, która była położona w Dystrykcie Ramli w Mandacie Palestyny. Wieś została wyludniona i zniszczona podczas I wojny izraelsko-arabskiej, po ataku Sił Obronnych Izraela 18 lipca 1948.

## Położenie
Szilta leżała w południowo-zachodniej części wzgórz Samarii. Według danych z 1945 do wsi należały ziemie o powierzchni 5380 ha. We wsi mieszkało wówczas 100 osób.
| Własność gruntów | Powierzchnia gruntów [ha] |
| ---------------- | ------------------------- |
| Arabowie         | 5 379                     |
| Żydzi            | 0                         |
| publiczne        | 1                         |
| Razem            | 5 380                     |

| Rodzaj użytkowanych gruntów | Arabowie [ha] | Żydzi [ha] |
| --------------------------- | ------------- | ---------- |
| uprawy nawadniane           | 27            | 0          |
| uprawy zbóż                 | 2 159         | 0          |
| nieużytki                   | 3 188         | 0          |
| zabudowane                  | 6             | 0          |

## Historia
W czasach krzyżowców tutejsza osada była nazywana Capharscylta.
W okresie panowania Brytyjczyków Szilta była małą wsią. We wsi był jeden meczet.
Podczas wojny domowej w Mandacie Palestyny arabskie milicje działające ze wsi Szilta atakowały żydowskie konwoje do Jerozolimy, paraliżując komunikację w tym rejonie. Na początku I wojny izraelsko-arabskiej w maju 1948 do wsi wkroczyli jordańscy żołnierze z Legionu Arabskiego. Podczas operacji „Danny” 18 lipca 1948 wieś zajęli izraelscy żołnierze. Wysiedlono wówczas mieszkańców, a następnie wyburzono większość domów.

## Miejsce obecnie
Na terenie wioski Szilta utworzono w 1977 moszaw Szilat.
Palestyński historyk Walid Chalidi, tak opisał pozostałości wioski Szilta: „Obszar jest porośnięty roślinnością górską, w tym trawami, krzewami, migdałami i drzewami chleba świętojańskiego. Przetrwały niektóre z żywopłotów, są również widoczne niektóre studnie. Na gruntach wsi wybudowano domy izraelskiej osady”.